# جاي غيبونز (لاعب كرة قاعدة)
جاي غيبونز (بالإنجليزية: Jay Gibbons)‏ هو لاعب كرة قاعدة أمريكي، ولد في 2 مارس 1977 في روتشستر في الولايات المتحدة.

## وصلات خارجية
- جاي غيبونز على موقع دوري كرة القاعدة الرئيسي (الإنجليزية)
- جاي غيبونز على موقعبيزبول رفرنس.كوم (الدوري الرئيسي) (الإنجليزية)
- جاي غيبونز على موقعبيزبول رفرنس.كوم (الدوري الثانوي) (الإنجليزية)
- جاي غيبونز على موقع إي إس بي إن.كوم (أم.أل.بي) (الإنجليزية)
- جاي غيبونز على موقع مشجعي الرسوم البيانية (الإنجليزية)